# Měkčilka jednolistá

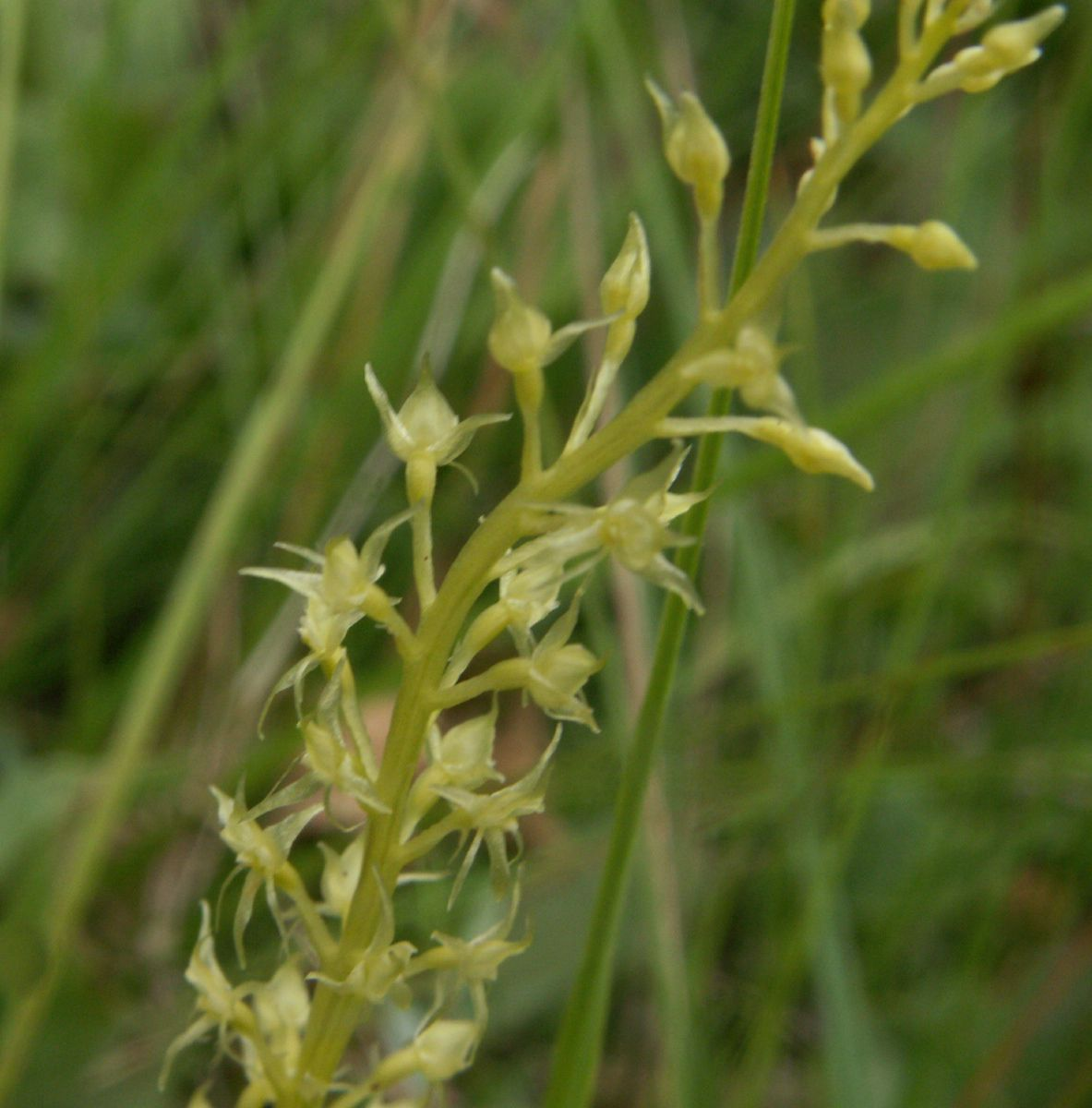
Květenství

Měkčilka jednolistá (Malaxis monophyllos) je drobná, vytrvalá orchidej se žlutozelenými kvítky, jediný druh z rodu měkčilka, který se v přírodě České republiky vyskytuje a je považována za rostlinu ohroženou vyhynutím. Jen velmi ojediněle ji lze spatřit na několika vlhkých stanovištích, kde počátkem léta vykvétá drobnými květy v úzkém, vztyčeném květenství, ne delším než 30 cm. Druhové jméno "jednolistá" má podle jediného listu na lodyze.

## Výskyt
Je rostlina cirkumpolárně rozšířená a roste v mírném podnebném pásu, vyjma nejteplejších a nejsušších oblastí, téměř v celé Evropě. Odtud její rozšíření pokračuje přes ruskou Sibiř, sever Číny a Mongolska až na Dálný východ a do Japonska. Roste též v převážné části Severní Ameriky.
V Česku byla vždy poměrně vzácná, nyní se ojediněle vyskytuje v západních a jižních Čechách, na Šumavě a severní Moravě. Roste spíše ve vyšším polohách, od pahorkatiny do alpínského stupně. Vyhledává světlé lemy vlhčích lesů, křovinaté stráně, okraje lesních cest i slatinné louky nebo rašeliniště s půdou mírně kyselou až neutrální. Počet jedinců v jednotlivých populacích je obvykle velmi malý. Kvete v červnu a červenci.
Rostlina má v létě dvě hlízy, loňskou z které právě roste a letošní nabírající živiny pro následující rok. Takto se rostlina každoročně obnovuje, ale nezvyšuje se její počet; nové exempláře mohou vyrůst jen ze semen. Ploidie druhu je 2n = 30.

## Popis
Vytrvalá, 10 až 30 cm vysoká bylina s hlízami, letošní je těsně vedle loňské. Lodyha s pochvou na bázi je přímá a vespod na ní vyrůstá nejčastěji jediný list, jen vzácně dva či tři podstatně menší. List bývá dlouhý 2,5 až 6 cm a široký 1,5 až 3,5 cm, vzpřímený, do pochvy zúžený a oválný až podlouhle vejčitý.
V horní části květonosné lodyhy je řídké, úzce válcovité, až 15 cm dlouhé hroznovité květenství s 15 až 35 drobnými květy vyrůstající z úžlabí drobných listenů. Oboupohlavné květy mají rozestálé, žlutozeleně zbarvené okvětní lístky asi 3 mm dlouhé, vnější kališní jsou kopinaté a vnitřní postranní, korunní jsou úzce čárkovité. Semeník je vejčitý, nestočený. Nedělený, vejčitý pysk bez ostruhy je v horní části květu a směřuje vzhůru, květ je přetočen o celých 360°. K opylování dochází pomoci drobných much nebo komárů. Plod je eliptická tobolka, asi 3 mm dlouhá, obsahující množství drobných semen.

## Ohrožení
Počet exemplářů v jednotlivých populacích v České republice je dlouhodobě velmi malý. Proto je měkčilka jednolistá v "Červeném seznamu cévnatých rostlin České republiky" i v zákoně "395/1992 Sb." přiřazena ke kriticky ohroženým druhům (C1t, §1).